# Corinne Bohrer
Corinne Vilhelma Bohrer (Camp Lejeune, Carolina del Norte, 18 de octubre de 1958) es una actriz estadounidense de cine y televisión.

## Biografía

### Primeros años
Creció en Arlington, Texas: un suburbio metropolitano de la zona de Dallas – Fort Worth, donde estudió en el Lamar High School. Destacó en tareas de teatro, música y autoridad estudiantil. Bohrer se convirtió en modelo de cosméticos y trajes de baño.

### Trabajo en televisión
Los papeles de Bohrer se ven especialmente influenciados por el papel de Lianne Mars, la madre caprichosa de la protagonista en la serie de televisión de la CW Veronica Mars. Los papeles previos fueron más comedidos, incluyendo un papel como enfermera de pediatría en un cameo con Elliot Gould en la corta serie de la CBS E/R, una bruja en la serie de la ABC Free Spirit, una ayudante administrativa de James Garner, que actúa como concejal de Los Ángeles en una serie de la NBC que sería pronto cancelada: Man of the People, y la madre de un trabajador acosado en la película de Disney "Phantom of the Megaplex"(2000). También apareció como amante de Randy Quaid en Dead Solid Perfect, y actuó en la serie Dream On, en el episodio "What I Did for Lust".

### Trabajo comercial
En el transcurso de los años, Bohrer ha aparecido frecuentemente en anuncios comerciales. Bohrer jugó el papel de "consejera" en la campaña publicitaria de Apple de "Get a Mac".  Más recientemente, ha grabado anuncios para Totinos Pizza Rolls, Walgreens, sopas Campbell bajas en sodio y Bounty ("One-sheeter"!)

## Filmografía
- Big Eden (2000)
- Inconceivable (1998)
- Star Kid (1997)
- Aurora: Operation Intercept (1995)
- Revenge of the Nerds IV: Nerds in Love (1994)
- Coriolis Effect (1994)
- Vice Versa (1988)
- Dead Solid Perfect (1988)
- Cross My Heart (1987)
- Loca Academia de Policía 4: Ciudadanos por el orden y la paz (1987)
- Stewardess School (1986)
- Joysticks

(1984)
- como Cowgirl Suzie en Le Llamaban Bruce

(1983)
- Mac Gyver temporada 1 episodio 22 (1983)